# HLF8
HLF8 was een Nederlands praatprogramma van de commerciële televisiezender SBS6, waarvan de eerste aflevering op maandag 6 september 2021 werd uitgezonden. Het programma werd iedere werkdag vanaf 19:30 uur live uitgezonden en werd geproduceerd door TVBV. Het werd met een korte onderbreking tot en met 26 april 2022 gepresenteerd door Johnny de Mol, die werd bijgestaan door producent en presentator Jeroen Pauw. De eerste uitzending van HLF8 trok 423.000 kijkers.
Talpa Network hoopte met de introductie van dit praatprogramma de kijker aan de zender te binden en zo een kijkerspubliek vast te houden voor de rest van de avond. In de zomer van 2021 zond de zender reeds een dagelijkse talkshow uit, De Oranjezomer. Ook later op de avond introduceerde de zender een dagelijks praatprogramma, Vandaag Inside.
Talpa maakte op 9 maart 2023 bekend dat het programma op vrijdag 7 april haar laatste uitzending zou hebben. De leiding was niet tevreden over de resultaten, de kijkcijfers waren te laag.

## Seizoensoverzicht
| Editie | Uitzendtijden                     | Aantal afleveringen | Start            | Start       | Einde            | Einde       |
| Editie | Uitzendtijden                     | Aantal afleveringen | Datum            | Kijkcijfers | Datum            | Kijkcijfers |
| ------ | --------------------------------- | ------------------- | ---------------- | ----------- | ---------------- | ----------- |
| 1      | Maandag t/m vrijdag 19:30 – 20:30 | 78                  | 6 september 2021 | 423.000     | 24 december 2021 | 275.000     |
| 2      | Maandag t/m vrijdag 19:30 – 20:30 | 95                  | 17 januari 2022  | 891.000     | 27 mei 2022      | 287.000     |
| 3      | Maandag t/m vrijdag 19:30 – 20:30 | 85                  | 29 augustus 2022 | 307.000     | 23 december 2022 | 341.000     |
| 4      | Maandag t/m vrijdag 19:30 – 20:30 | 70                  | 2 januari 2023   | 330.000     | 7 april 2023     | 386.000     |

## Samenstelling

### Presentatie
Aanvankelijk was Johnny de Mol de vaste presentator van het televisieprogramma. Op 28 februari en 1 maart 2022 werd hij, in verband met ziekte, vervangen door Hélène Hendriks. Ook op 14 april van dat jaar verving Hendriks hem.
De Mol legde na de uitzending van 26 april 2022 zijn werkzaamheden tot nader order stil, nadat er die week een klacht over hem was binnengekomen wegens vermeend seksueel grensoverschrijdend gedrag. Hij ontkende de aantijgingen tijdens de aankondiging van zijn afscheid. Hiermee werd Johnny de Mol de tweede SBS6-presentator – na zijn tante Linda de Mol – die zijn werk tot nader order neerlegde door omstandigheden in de privésfeer. De presentatie van het programma werd overgenomen door Hendriks en Leonie ter Braak.
Ook bij de start van het derde seizoen was De Mol nog niet te zien. Hendriks presenteerde de maandag, dinsdag en woensdaguitzending, terwijl Ter Braak op donderdag en vrijdag te zien was. Eind oktober 2022 werd bekend dat De Mol definitief niet terug zou keren als presentator van het programma. Daarop ging Talpa Network op zoek naar een nieuwe invulling van het programma, waarbij Hendriks en Ter Braak het jaar zouden afmaken. Ter Braak zou per 2023 de overstap maken naar RTL 4, waardoor er ook een nieuwe presentator gezocht moest worden. Op 21 december 2022 maakte Talpa bekend dat, vanaf 2 januari 2023 bij de start van het vierde seizoen, Hendriks het programma zou gaan afwisselen met Sam Hagens. Hendriks nam de maandag-, dinsdag- en vrijdagavond voor haar rekening en Hagens woensdag- en donderdagavond. In de oudejaarsspecial van Vandaag Inside maakte Hendriks bekend dat er nog een derde presentator bij zou komen. Dit werd later door de zender bevestigd.
De Mol keerde terug als presentator op 20 januari 2023.
- Johnny de Mol (2021–2023)
- Hélène Hendriks (2022–2023)
- Leonie ter Braak (2022)
- Sam Hagens (2023)

### Gasten aan tafel
In onderstaande lijst zijn alleen de namen opgenomen van gasten die in meerdere afleveringen te zien zijn geweest.
- Frits Barend
- Stella Bergsma
- Maik de Boer
- Herman Brusselmans
- Yesim Candan
- Rutger Castricum
- Yeliz Çiçek
- Wim Daniëls
- Britt Dekker
- Frans Duijts
- Wierd Duk
- Bobbi Eden
- Merel Ek
- Fidan Ekiz
- Jack van Gelder
- Sam Hagens
- Frits Huffnagel
- Mona Keijzer
- Catherine Keyl
- Sander de Kramer
- Goedele Liekens
- Raymond Mens
- René Mioch
- Ronald Molendijk
- Bastiaan Ragas
- Heleen van Rooyen
- Roos Schlikker
- Peter Schouten
- Gijs Staverman
- Fred Teeven
- Roderick Veelo
- Jan Vlug
- Jan Versteegh
- Royce de Vries
- Filemon Wesselink
- Lisa Westerveld
- John van Zweden

### Verslaggevers
- Thijs Meeuwsen
- Hart van Nederland-verslaggevers

## Studio en decor
HLF8 werd live uitgezonden vanuit het Talpa-kantoor aan het Rietlandpark in Amsterdam, waar op de begane grond een studio is gecreëerd. Voorheen werden hier programma's als Hart van Nederland, Shownieuws, SBS Sport, Recht van Nederland en Show Vandaag opgenomen en uitgezonden. Deze programma's zijn in 2020 verhuisd naar Hilversum. De gasten wisselden gedurende de uitzending van zitplaats aan tafel, naar een plek aan de bar of elders in de zaal. Dominee Gremdaat was een regelmatige gast. Ook was er een podium in de studio, waar regelmatig een gast een optreden verzorgde. De aflevering van 5 mei 2022 werd echter van tevoren opgenomen vanwege de halve finale van de UEFA Europa Conference League tussen Feyenoord en Olympique Marseille, waarbij presentatrice Hélène Hendriks tijdens de voorbeschouwing vooruitblikte op deze wedstrijd. Deze voorbeschouwing werd tegelijk met HLF8 uitgezonden en Hélène kon niet op twee plekken tegelijk zijn.